# Romandiet Rundt 2023
Romandiet Rundt 2023 var den 76. udgave af det schweiziske etapeløb Romandiet Rundt. Cykelløbets prolog og fem etaper havde en samlet distance på 702,5 km, og blev kørt fra 25. april med start i Port-Valais til 30. april 2023 hvor der var mål i Genève. Løbet var 20. arrangement på UCI World Tour 2023.

## Etaperne
| Etape    | Dato     | Start – Mål                             | type          | Afstand (km) | Elevation (m) | Etapevinder      | Førende rytter |
| -------- | -------- | --------------------------------------- | ------------- | ------------ | ------------- | ---------------- | -------------- |
| Prolog   | 25. apr. | Port-Valais – Port-Valais               | prolog        | 6,82         | 10 m          | Josef Černý      | Josef Černý    |
| 1. etape | 26. apr. | Crissier – Vallée de Joux               | kuperet etape | 170,9        | 2.323 m       | Ethan Vernon     | Ethan Vernon   |
| 2. etape | 27. apr. | Morteau – La Chaux-de-Fonds             | kuperet etape | 162,7        | 2.653 m       | Ethan Hayter     | Ethan Hayter   |
| 3. etape | 28. apr. | Châtel-Saint-Denis – Châtel-Saint-Denis | enkeltstart   | 18,75        | 377 m         | Juan Ayuso       | Juan Ayuso     |
| 4. etape | 29. apr. | Sion – Thyon                            | bjergetape    | 161,6        | 4.308 m       | Adam Yates       | Adam Yates     |
| 5. etape | 30. apr. | Vufflens-la-Ville – Genève              | kuperet etape | 170,8        | 2.287 m       | Fernando Gaviria | Adam Yates     |

### Prolog
| Port-Valais - Port-Valais | prolog | (6,82 km) |

| \| Etaperesultat \| Etaperesultat \| Etaperesultat \| Etaperesultat \| Etaperesultat \| \| Rytter \| Rytter \| Hold \| Tid \| \| \| ------------- \| -------------- \| ---------------------- \| ------------- \| ------------- \| \| 1. \| Josef Černý \| Soudal Quick-Step \| 7' 25" \| \| \| 2. \| Tobias Foss \| Jumbo-Visma \| + 1" \| \| \| 3. \| Rémi Cavagna \| Soudal Quick-Step \| + 1" \| \| \| 4. \| Nico Denz \| Bora-Hansgrohe \| + 4" \| \| \| 5. \| Joel Suter \| Tudor Pro Cycling Team \| + 5" \| \| \| 6. \| Ethan Hayter \| Ineos Grenadiers \| + 5" \| \| \| 7. \| Mikkel Bjerg \| UAE Team Emirates \| + 9" \| \| \| 8. \| Matteo Sobrero \| Team Jayco AlUla \| + 9" \| \| \| 9. \| Ivo Oliveira \| UAE Team Emirates \| + 9" \| \| \| 10. \| Ethan Vernon \| Soudal Quick-Step \| + 10" \| \| |                |                        |        |
| |                |                        |        |
| Kilde: ProCyclingStats |                |                        |        |
| Etaperesultat |                |                        |        |
| Rytter | Rytter         | Hold                   | Tid    |
| 1. | Josef Černý    | Soudal Quick-Step      | 7' 25" |
| 2. | Tobias Foss    | Jumbo-Visma            | + 1"   |
| 3. | Rémi Cavagna   | Soudal Quick-Step      | + 1"   |
| 4. | Nico Denz      | Bora-Hansgrohe         | + 4"   |
| 5. | Joel Suter     | Tudor Pro Cycling Team | + 5"   |
| 6. | Ethan Hayter   | Ineos Grenadiers       | + 5"   |
| 7. | Mikkel Bjerg   | UAE Team Emirates      | + 9"   |
| 8. | Matteo Sobrero | Team Jayco AlUla       | + 9"   |
| 9. | Ivo Oliveira   | UAE Team Emirates      | + 9"   |
| 10. | Ethan Vernon   | Soudal Quick-Step      | + 10"  |

| \| Samlede stilling \| Samlede stilling \| Samlede stilling \| Samlede stilling \| Samlede stilling \| \| Rytter \| Rytter \| Hold \| Tid \| \| \| ---------------- \| ---------------- \| ---------------------- \| ---------------- \| ---------------- \| \| 1. \| Josef Černý \| Soudal Quick-Step \| 7' 25" \| \| \| 2. \| Tobias Foss \| Jumbo-Visma \| + 1" \| \| \| 3. \| Rémi Cavagna \| Soudal Quick-Step \| + 1" \| \| \| 4. \| Nico Denz \| Bora-Hansgrohe \| + 4" \| \| \| 5. \| Joel Suter \| Tudor Pro Cycling Team \| + 5" \| \| \| 6. \| Ethan Hayter \| Ineos Grenadiers \| + 5" \| \| \| 7. \| Mikkel Bjerg \| UAE Team Emirates \| + 9" \| \| \| 8. \| Matteo Sobrero \| Team Jayco AlUla \| + 9" \| \| \| 9. \| Ivo Oliveira \| UAE Team Emirates \| + 9" \| \| \| 10. \| Ethan Vernon \| Soudal Quick-Step \| + 10" \| \| |                |                        |        |
| |                |                        |        |
| Kilde: ProCyclingStats |                |                        |        |
| Samlede stilling |                |                        |        |
| Rytter | Rytter         | Hold                   | Tid    |
| 1. | Josef Černý    | Soudal Quick-Step      | 7' 25" |
| 2. | Tobias Foss    | Jumbo-Visma            | + 1"   |
| 3. | Rémi Cavagna   | Soudal Quick-Step      | + 1"   |
| 4. | Nico Denz      | Bora-Hansgrohe         | + 4"   |
| 5. | Joel Suter     | Tudor Pro Cycling Team | + 5"   |
| 6. | Ethan Hayter   | Ineos Grenadiers       | + 5"   |
| 7. | Mikkel Bjerg   | UAE Team Emirates      | + 9"   |
| 8. | Matteo Sobrero | Team Jayco AlUla       | + 9"   |
| 9. | Ivo Oliveira   | UAE Team Emirates      | + 9"   |
| 10. | Ethan Vernon   | Soudal Quick-Step      | + 10"  |

### 1. etape
| Crissier - Vallée de Joux | kuperet etape | (170,9 km) |

| \| Etaperesultat \| Etaperesultat \| Etaperesultat \| Etaperesultat \| Etaperesultat \| \| Rytter \| Rytter \| Hold \| Tid \| \| \| ------------- \| ----------------- \| ------------------------ \| ------------- \| ------------- \| \| 1. \| Ethan Vernon \| Soudal Quick-Step \| 4t 05' 34" \| \| \| 2. \| Thibau Nys \| Trek-Segafredo \| + 0" \| \| \| 3. \| Milan Menten \| Lotto Dstny \| + 0" \| \| \| 4. \| Romain Bardet \| Team DSM \| + 0" \| \| \| 5. \| Jacopo Mosca \| Trek-Segafredo \| + 0" \| \| \| 6. \| Nick Schultz \| Israel-Premier Tech \| + 0" \| \| \| 7. \| Lilian Calmejane \| Intermarché-Circus-Wanty \| + 0" \| \| \| 8. \| Clément Venturini \| AG2R Citroën Team \| + 0" \| \| \| 9. \| Ivo Oliveira \| UAE Team Emirates \| + 0" \| \| \| 10. \| Quinten Hermans \| Alpecin-Deceuninck \| + 0" \| \| |                   |                          |            |
| |                   |                          |            |
| Kilde: ProCyclingStats |                   |                          |            |
| Etaperesultat |                   |                          |            |
| Rytter | Rytter            | Hold                     | Tid        |
| 1. | Ethan Vernon      | Soudal Quick-Step        | 4t 05' 34" |
| 2. | Thibau Nys        | Trek-Segafredo           | + 0"       |
| 3. | Milan Menten      | Lotto Dstny              | + 0"       |
| 4. | Romain Bardet     | Team DSM                 | + 0"       |
| 5. | Jacopo Mosca      | Trek-Segafredo           | + 0"       |
| 6. | Nick Schultz      | Israel-Premier Tech      | + 0"       |
| 7. | Lilian Calmejane  | Intermarché-Circus-Wanty | + 0"       |
| 8. | Clément Venturini | AG2R Citroën Team        | + 0"       |
| 9. | Ivo Oliveira      | UAE Team Emirates        | + 0"       |
| 10. | Quinten Hermans   | Alpecin-Deceuninck       | + 0"       |

| \| Samlede stilling \| Samlede stilling \| Samlede stilling \| Samlede stilling \| Samlede stilling \| \| Rytter \| Rytter \| Hold \| Tid \| \| \| ---------------- \| ---------------- \| ---------------------- \| ---------------- \| ---------------- \| \| 1. \| Ethan Vernon \| Soudal Quick-Step \| 4t 12' 59" \| \| \| 2. \| Josef Černý \| Soudal Quick-Step \| + 0" \| \| \| 3. \| Tobias Foss \| Jumbo-Visma \| + 1" \| \| \| 4. \| Rémi Cavagna \| Soudal Quick-Step \| + 1" \| \| \| 5. \| Nico Denz \| Bora-Hansgrohe \| + 4" \| \| \| 6. \| Joel Suter \| Tudor Pro Cycling Team \| + 5" \| \| \| 7. \| Ethan Hayter \| Ineos Grenadiers \| + 5" \| \| \| 8. \| Mikkel Bjerg \| UAE Team Emirates \| + 9" \| \| \| 9. \| Matteo Sobrero \| Team Jayco AlUla \| + 9" \| \| \| 10. \| Ivo Oliveira \| UAE Team Emirates \| + 9" \| \| |                |                        |            |
| |                |                        |            |
| Kilde: ProCyclingStats |                |                        |            |
| Samlede stilling |                |                        |            |
| Rytter | Rytter         | Hold                   | Tid        |
| 1. | Ethan Vernon   | Soudal Quick-Step      | 4t 12' 59" |
| 2. | Josef Černý    | Soudal Quick-Step      | + 0"       |
| 3. | Tobias Foss    | Jumbo-Visma            | + 1"       |
| 4. | Rémi Cavagna   | Soudal Quick-Step      | + 1"       |
| 5. | Nico Denz      | Bora-Hansgrohe         | + 4"       |
| 6. | Joel Suter     | Tudor Pro Cycling Team | + 5"       |
| 7. | Ethan Hayter   | Ineos Grenadiers       | + 5"       |
| 8. | Mikkel Bjerg   | UAE Team Emirates      | + 9"       |
| 9. | Matteo Sobrero | Team Jayco AlUla       | + 9"       |
| 10. | Ivo Oliveira   | UAE Team Emirates      | + 9"       |

### 2. etape
| Morteau - La Chaux-de-Fonds | kuperet etape | (162,7 km) |

| \| Etaperesultat \| Etaperesultat \| Etaperesultat \| Etaperesultat \| Etaperesultat \| \| Rytter \| Rytter \| Hold \| Tid \| \| \| ------------- \| ----------------- \| ------------------------ \| ------------- \| ------------- \| \| 1. \| Ethan Hayter \| Ineos Grenadiers \| 3t 55' 20" \| \| \| 2. \| Juan Ayuso \| UAE Team Emirates \| + 0" \| \| \| 3. \| Romain Bardet \| Team DSM \| + 0" \| \| \| 4. \| Matteo Sobrero \| Team Jayco AlUla \| + 0" \| \| \| 5. \| Oscar Onley \| Team DSM \| + 0" \| \| \| 6. \| Harry Sweeny \| Lotto Dstny \| + 0" \| \| \| 7. \| Kobe Goossens \| Intermarché-Circus-Wanty \| + 0" \| \| \| 8. \| Magnus Cort \| EF Education-EasyPost \| + 0" \| \| \| 9. \| Finn Fisher-Black \| UAE Team Emirates \| + 0" \| \| \| 10. \| Nick Schultz \| Israel-Premier Tech \| + 0" \| \| |                   |                          |            |
| |                   |                          |            |
| Kilde: ProCyclingStats |                   |                          |            |
| Etaperesultat |                   |                          |            |
| Rytter | Rytter            | Hold                     | Tid        |
| 1. | Ethan Hayter      | Ineos Grenadiers         | 3t 55' 20" |
| 2. | Juan Ayuso        | UAE Team Emirates        | + 0"       |
| 3. | Romain Bardet     | Team DSM                 | + 0"       |
| 4. | Matteo Sobrero    | Team Jayco AlUla         | + 0"       |
| 5. | Oscar Onley       | Team DSM                 | + 0"       |
| 6. | Harry Sweeny      | Lotto Dstny              | + 0"       |
| 7. | Kobe Goossens     | Intermarché-Circus-Wanty | + 0"       |
| 8. | Magnus Cort       | EF Education-EasyPost    | + 0"       |
| 9. | Finn Fisher-Black | UAE Team Emirates        | + 0"       |
| 10. | Nick Schultz      | Israel-Premier Tech      | + 0"       |

| \| Samlede stilling \| Samlede stilling \| Samlede stilling \| Samlede stilling \| Samlede stilling \| \| Rytter \| Rytter \| Hold \| Tid \| \| \| ---------------- \| -------------------- \| ------------------ \| ---------------- \| ---------------- \| \| 1. \| Ethan Hayter \| Ineos Grenadiers \| 8t 08' 14" \| \| \| 2. \| Tobias Foss \| Jumbo-Visma \| + 6" \| \| \| 3. \| Rémi Cavagna \| Soudal Quick-Step \| + 6" \| \| \| 4. \| Juan Ayuso \| UAE Team Emirates \| + 11" \| \| \| 5. \| Matteo Sobrero \| Team Jayco AlUla \| + 14" \| \| \| 6. \| Nelson Oliveira \| Movistar Team \| + 15" \| \| \| 7. \| Romain Bardet \| Team DSM \| + 17" \| \| \| 8. \| Jonathan Castroviejo \| Ineos Grenadiers \| + 17" \| \| \| 9. \| Finn Fisher-Black \| UAE Team Emirates \| + 17" \| \| \| 10. \| Rainer Kepplinger \| Bahrain Victorious \| + 18" \| \| |                      |                    |            |
| |                      |                    |            |
| Kilde: ProCyclingStats |                      |                    |            |
| Samlede stilling |                      |                    |            |
| Rytter | Rytter               | Hold               | Tid        |
| 1. | Ethan Hayter         | Ineos Grenadiers   | 8t 08' 14" |
| 2. | Tobias Foss          | Jumbo-Visma        | + 6"       |
| 3. | Rémi Cavagna         | Soudal Quick-Step  | + 6"       |
| 4. | Juan Ayuso           | UAE Team Emirates  | + 11"      |
| 5. | Matteo Sobrero       | Team Jayco AlUla   | + 14"      |
| 6. | Nelson Oliveira      | Movistar Team      | + 15"      |
| 7. | Romain Bardet        | Team DSM           | + 17"      |
| 8. | Jonathan Castroviejo | Ineos Grenadiers   | + 17"      |
| 9. | Finn Fisher-Black    | UAE Team Emirates  | + 17"      |
| 10. | Rainer Kepplinger    | Bahrain Victorious | + 18"      |

### 3. etape
| Châtel-Saint-Denis - Châtel-Saint-Denis | enkeltstart | (18,75 km) |

| \| Etaperesultat \| Etaperesultat \| Etaperesultat \| Etaperesultat \| Etaperesultat \| \| Rytter \| Rytter \| Hold \| Tid \| \| \| ------------- \| ---------------- \| ------------------ \| ------------- \| ------------- \| \| 1. \| Juan Ayuso \| UAE Team Emirates \| 25' 15" \| \| \| 2. \| Matteo Jorgenson \| Movistar Team \| + 5" \| \| \| 3. \| Adam Yates \| UAE Team Emirates \| + 17" \| \| \| 4. \| Nelson Oliveira \| Movistar Team \| + 18" \| \| \| 5. \| Will Barta \| Movistar Team \| + 19" \| \| \| 6. \| Damiano Caruso \| Bahrain Victorious \| + 20" \| \| \| 7. \| Mikkel Bjerg \| UAE Team Emirates \| + 24" \| \| \| 8. \| Tobias Foss \| Jumbo-Visma \| + 24" \| \| \| 9. \| Gino Mäder \| Bahrain Victorious \| + 25" \| \| \| 10. \| Max Poole \| Team DSM \| + 27" \| \| |                  |                    |         |
| |                  |                    |         |
| Kilde: ProCyclingStats |                  |                    |         |
| Etaperesultat |                  |                    |         |
| Rytter | Rytter           | Hold               | Tid     |
| 1. | Juan Ayuso       | UAE Team Emirates  | 25' 15" |
| 2. | Matteo Jorgenson | Movistar Team      | + 5"    |
| 3. | Adam Yates       | UAE Team Emirates  | + 17"   |
| 4. | Nelson Oliveira  | Movistar Team      | + 18"   |
| 5. | Will Barta       | Movistar Team      | + 19"   |
| 6. | Damiano Caruso   | Bahrain Victorious | + 20"   |
| 7. | Mikkel Bjerg     | UAE Team Emirates  | + 24"   |
| 8. | Tobias Foss      | Jumbo-Visma        | + 24"   |
| 9. | Gino Mäder       | Bahrain Victorious | + 25"   |
| 10. | Max Poole        | Team DSM           | + 27"   |

| \| Samlede stilling \| Samlede stilling \| Samlede stilling \| Samlede stilling \| Samlede stilling \| \| Rytter \| Rytter \| Hold \| Tid \| \| \| ---------------- \| -------------------- \| ------------------ \| ---------------- \| ---------------- \| \| 1. \| Juan Ayuso \| UAE Team Emirates \| 8t 33' 40" \| \| \| 2. \| Matteo Jorgenson \| Movistar Team \| + 18" \| \| \| 3. \| Tobias Foss \| Jumbo-Visma \| + 19" \| \| \| 4. \| Nelson Oliveira \| Movistar Team \| + 22" \| \| \| 5. \| Adam Yates \| UAE Team Emirates \| + 30" \| \| \| 6. \| Damiano Caruso \| Bahrain Victorious \| + 32" \| \| \| 7. \| Finn Fisher-Black \| UAE Team Emirates \| + 34" \| \| \| 8. \| Jonathan Castroviejo \| Ineos Grenadiers \| + 36" \| \| \| 9. \| Max Poole \| Team DSM \| + 37" \| \| \| 10. \| Ethan Hayter \| Ineos Grenadiers \| + 38" \| \| |                      |                    |            |
| |                      |                    |            |
| Kilde: ProCyclingStats |                      |                    |            |
| Samlede stilling |                      |                    |            |
| Rytter | Rytter               | Hold               | Tid        |
| 1. | Juan Ayuso           | UAE Team Emirates  | 8t 33' 40" |
| 2. | Matteo Jorgenson     | Movistar Team      | + 18"      |
| 3. | Tobias Foss          | Jumbo-Visma        | + 19"      |
| 4. | Nelson Oliveira      | Movistar Team      | + 22"      |
| 5. | Adam Yates           | UAE Team Emirates  | + 30"      |
| 6. | Damiano Caruso       | Bahrain Victorious | + 32"      |
| 7. | Finn Fisher-Black    | UAE Team Emirates  | + 34"      |
| 8. | Jonathan Castroviejo | Ineos Grenadiers   | + 36"      |
| 9. | Max Poole            | Team DSM           | + 37"      |
| 10. | Ethan Hayter         | Ineos Grenadiers   | + 38"      |

### 4. etape
| Sion - Thyon | bjergetape | (161,6 km) |

| \| Etaperesultat \| Etaperesultat \| Etaperesultat \| Etaperesultat \| Etaperesultat \| \| Rytter \| Rytter \| Hold \| Tid \| \| \| ------------- \| ----------------- \| ------------------ \| ------------- \| ------------- \| \| 1. \| Adam Yates \| UAE Team Emirates \| 4t 40' 41" \| \| \| 2. \| Thibaut Pinot \| Groupama-FDJ \| + 7" \| \| \| 3. \| Damiano Caruso \| Bahrain Victorious \| + 19" \| \| \| 4. \| Max Poole \| Team DSM \| + 21" \| \| \| 5. \| Matteo Jorgenson \| Movistar Team \| + 21" \| \| \| 6. \| Cian Uijtdebroeks \| Bora-Hansgrohe \| + 23" \| \| \| 7. \| Romain Bardet \| Team DSM \| + 45" \| \| \| 8. \| Egan Bernal \| Ineos Grenadiers \| + 54" \| \| \| 9. \| Eddie Dunbar \| Team Jayco AlUla \| + 54" \| \| \| 10. \| Thomas Gloag \| Jumbo-Visma \| + 54" \| \| |                   |                    |            |
| |                   |                    |            |
| Kilde: ProCyclingStats |                   |                    |            |
| Etaperesultat |                   |                    |            |
| Rytter | Rytter            | Hold               | Tid        |
| 1. | Adam Yates        | UAE Team Emirates  | 4t 40' 41" |
| 2. | Thibaut Pinot     | Groupama-FDJ       | + 7"       |
| 3. | Damiano Caruso    | Bahrain Victorious | + 19"      |
| 4. | Max Poole         | Team DSM           | + 21"      |
| 5. | Matteo Jorgenson  | Movistar Team      | + 21"      |
| 6. | Cian Uijtdebroeks | Bora-Hansgrohe     | + 23"      |
| 7. | Romain Bardet     | Team DSM           | + 45"      |
| 8. | Egan Bernal       | Ineos Grenadiers   | + 54"      |
| 9. | Eddie Dunbar      | Team Jayco AlUla   | + 54"      |
| 10. | Thomas Gloag      | Jumbo-Visma        | + 54"      |

| \| Samlede stilling \| Samlede stilling \| Samlede stilling \| Samlede stilling \| Samlede stilling \| \| Rytter \| Rytter \| Hold \| Tid \| \| \| ---------------- \| ----------------- \| ------------------ \| ---------------- \| ---------------- \| \| 1. \| Adam Yates \| UAE Team Emirates \| 13t 14' 41" \| \| \| 2. \| Matteo Jorgenson \| Movistar Team \| + 19" \| \| \| 3. \| Damiano Caruso \| Bahrain Victorious \| + 27" \| \| \| 4. \| Max Poole \| Team DSM \| + 38" \| \| \| 5. \| Thibaut Pinot \| Groupama-FDJ \| + 41" \| \| \| 6. \| Cian Uijtdebroeks \| Bora-Hansgrohe \| + 1' 21" \| \| \| 7. \| Romain Bardet \| Team DSM \| + 1' 28" \| \| \| 8. \| Egan Bernal \| Ineos Grenadiers \| + 1' 53" \| \| \| 9. \| Eddie Dunbar \| Team Jayco AlUla \| + 1' 53" \| \| \| 10. \| Rafał Majka \| UAE Team Emirates \| + 2' 07" \| \| |                   |                    |             |
| |                   |                    |             |
| Kilde: ProCyclingStats |                   |                    |             |
| Samlede stilling |                   |                    |             |
| Rytter | Rytter            | Hold               | Tid         |
| 1. | Adam Yates        | UAE Team Emirates  | 13t 14' 41" |
| 2. | Matteo Jorgenson  | Movistar Team      | + 19"       |
| 3. | Damiano Caruso    | Bahrain Victorious | + 27"       |
| 4. | Max Poole         | Team DSM           | + 38"       |
| 5. | Thibaut Pinot     | Groupama-FDJ       | + 41"       |
| 6. | Cian Uijtdebroeks | Bora-Hansgrohe     | + 1' 21"    |
| 7. | Romain Bardet     | Team DSM           | + 1' 28"    |
| 8. | Egan Bernal       | Ineos Grenadiers   | + 1' 53"    |
| 9. | Eddie Dunbar      | Team Jayco AlUla   | + 1' 53"    |
| 10. | Rafał Majka       | UAE Team Emirates  | + 2' 07"    |

### 5. etape
| Vufflens-la-Ville - Genève | kuperet etape | (170,8 km) |

| \| Etaperesultat \| Etaperesultat \| Etaperesultat \| Etaperesultat \| Etaperesultat \| \| Rytter \| Rytter \| Hold \| Tid \| \| \| ------------- \| ------------------ \| ------------------------ \| ------------- \| ------------- \| \| 1. \| Fernando Gaviria \| Movistar Team \| 3t 58' 01" \| \| \| 2. \| Nikias Arndt \| Bahrain Victorious \| + 0" \| \| \| 3. \| Ethan Hayter \| Ineos Grenadiers \| + 0" \| \| \| 4. \| Milan Menten \| Lotto Dstny \| + 0" \| \| \| 5. \| Gianmarco Garofoli \| Astana Qazaqstan Team \| + 0" \| \| \| 6. \| Luca Mozzato \| Arkéa-Samsic \| + 0" \| \| \| 7. \| Lewis Askey \| Groupama-FDJ \| + 0" \| \| \| 8. \| Magnus Cort \| EF Education-EasyPost \| + 0" \| \| \| 9. \| Matteo Sobrero \| Team Jayco AlUla \| + 0" \| \| \| 10. \| Dion Smith \| Intermarché-Circus-Wanty \| + 0" \| \| |                    |                          |            |
| |                    |                          |            |
| Kilde: ProCyclingStats |                    |                          |            |
| Etaperesultat |                    |                          |            |
| Rytter | Rytter             | Hold                     | Tid        |
| 1. | Fernando Gaviria   | Movistar Team            | 3t 58' 01" |
| 2. | Nikias Arndt       | Bahrain Victorious       | + 0"       |
| 3. | Ethan Hayter       | Ineos Grenadiers         | + 0"       |
| 4. | Milan Menten       | Lotto Dstny              | + 0"       |
| 5. | Gianmarco Garofoli | Astana Qazaqstan Team    | + 0"       |
| 6. | Luca Mozzato       | Arkéa-Samsic             | + 0"       |
| 7. | Lewis Askey        | Groupama-FDJ             | + 0"       |
| 8. | Magnus Cort        | EF Education-EasyPost    | + 0"       |
| 9. | Matteo Sobrero     | Team Jayco AlUla         | + 0"       |
| 10. | Dion Smith         | Intermarché-Circus-Wanty | + 0"       |

## Trøjernes fordeling gennem løbet
| Etape    |               | Vinder _         | Samlede stilling | Pointtrøje   | Bjergtrøje     | Ungdomstrøje     | Mest angrebsivrige | Holdkonkurrence   |
| -------- | ------------- | ---------------- | ---------------- | ------------ | -------------- | ---------------- | ------------------ | ----------------- |
| Prolog   | prolog        | Josef Černý      | Josef Černý      | Josef Černý  | ikke uddelt    | Ethan Vernon     | ikke uddelt        | Soudal Quick-Step |
| 1. etape | kuperet etape | Ethan Vernon     | Ethan Vernon     | Ethan Vernon | Julien Bernard | Ethan Vernon     | Julien Bernard     | Soudal Quick-Step |
| 2. etape | kuperet etape | Ethan Hayter     | Ethan Hayter     | Ethan Hayter | Julien Bernard | Juan Ayuso       | Gleb Brussenskij   | UAE Team Emirates |
| 3. etape | enkeltstart   | Juan Ayuso       | Juan Ayuso       | Ethan Hayter | Julien Bernard | Juan Ayuso       | ikke uddelt        | UAE Team Emirates |
| 4. etape | bjergetape    | Adam Yates       | Adam Yates       | Ethan Hayter | Julien Bernard | Matteo Jorgenson | Thomas De Gendt    | UAE Team Emirates |
| 5. etape | kuperet etape | Fernando Gaviria | Adam Yates       | Ethan Hayter | Julien Bernard | Matteo Jorgenson | Alexander Kamp     | UAE Team Emirates |
| Samlet   | Samlet        |                  | Adam Yates       | Ethan Hayter | Julien Bernard | Matteo Jorgenson | ikke uddelt        | UAE Team Emirates |

## Resultater

### Samlede stilling
| \| Samlede stilling \| Samlede stilling \| Samlede stilling \| Samlede stilling \| Samlede stilling \| \| Rytter \| Rytter \| Hold \| Tid \| \| \| ---------------- \| ----------------- \| ------------------ \| ---------------- \| ---------------- \| \| 1. \| Adam Yates \| UAE Team Emirates \| 17t 12' 42" \| \| \| 2. \| Matteo Jorgenson \| Movistar Team \| + 19" \| \| \| 3. \| Damiano Caruso \| Bahrain Victorious \| + 27" \| \| \| 4. \| Max Poole \| Team DSM \| + 38" \| \| \| 5. \| Thibaut Pinot \| Groupama-FDJ \| + 41" \| \| \| 6. \| Cian Uijtdebroeks \| Bora-Hansgrohe \| + 1' 21" \| \| \| 7. \| Romain Bardet \| Team DSM \| + 1' 28" \| \| \| 8. \| Egan Bernal \| Ineos Grenadiers \| + 1' 53" \| \| \| 9. \| Eddie Dunbar \| Team Jayco AlUla \| + 1' 53" \| \| \| 10. \| Rafał Majka \| UAE Team Emirates \| + 2' 07" \| \| |                   |                    |             |
| |                   |                    |             |
| Kilde: ProCyclingStats |                   |                    |             |
| Samlede stilling |                   |                    |             |
| Rytter | Rytter            | Hold               | Tid         |
| 1. | Adam Yates        | UAE Team Emirates  | 17t 12' 42" |
| 2. | Matteo Jorgenson  | Movistar Team      | + 19"       |
| 3. | Damiano Caruso    | Bahrain Victorious | + 27"       |
| 4. | Max Poole         | Team DSM           | + 38"       |
| 5. | Thibaut Pinot     | Groupama-FDJ       | + 41"       |
| 6. | Cian Uijtdebroeks | Bora-Hansgrohe     | + 1' 21"    |
| 7. | Romain Bardet     | Team DSM           | + 1' 28"    |
| 8. | Egan Bernal       | Ineos Grenadiers   | + 1' 53"    |
| 9. | Eddie Dunbar      | Team Jayco AlUla   | + 1' 53"    |
| 10. | Rafał Majka       | UAE Team Emirates  | + 2' 07"    |

### Pointkonkurrencen
| Pointkonkurrence | Pointkonkurrence | Pointkonkurrence   | Pointkonkurrence | Pointkonkurrence |
| Rytter           | Rytter           | Hold               | Point            |                  |
| ---------------- | ---------------- | ------------------ | ---------------- | ---------------- |
| 1.               | Ethan Hayter     | Ineos Grenadiers   | 100 point        |                  |
| 2.               | Juan Ayuso       | UAE Team Emirates  | 64 point         |                  |
| 3.               | Ethan Vernon     | Soudal Quick-Step  | 57 point         |                  |
| 4.               | Adam Yates       | UAE Team Emirates  | 52 point         |                  |
| 5.               | Romain Bardet    | Team DSM           | 51 point         |                  |
| 6.               | Fernando Gaviria | Movistar Team      | 50 point         |                  |
| 7.               | Matteo Jorgenson | Movistar Team      | 48 point         |                  |
| 8.               | Damiano Caruso   | Bahrain Victorious | 40 point         |                  |
| 9.               | Nikias Arndt     | Bahrain Victorious | 38 point         |                  |
| 10.              | Milan Menten     | Lotto Dstny        | 38 point         |                  |

### Bjergkonkurrencen
| Bjergkonkurrence | Bjergkonkurrence | Bjergkonkurrence       | Bjergkonkurrence | Bjergkonkurrence |
| Rytter           | Rytter           | Hold                   | Point            |                  |
| ---------------- | ---------------- | ---------------------- | ---------------- | ---------------- |
| 1.               | Julien Bernard   | Trek-Segafredo         | 64 point         |                  |
| 2.               | Thomas De Gendt  | Lotto Dstny            | 18 point         |                  |
| 3.               | Adam Yates       | UAE Team Emirates      | 17 point         |                  |
| 4.               | Gleb Brussenskij | Astana Qazaqstan Team  | 15 point         |                  |
| 5.               | Thomas Gloag     | Jumbo-Visma            | 13 point         |                  |
| 6.               | Ben Zwiehoff     | Bora-Hansgrohe         | 13 point         |                  |
| 7.               | Dario Lillo      | Schweiz                | 12 point         |                  |
| 8.               | Paul Lapeira     | AG2R Citroën Team      | 10 point         |                  |
| 9.               | Tom Bohli        | Tudor Pro Cycling Team | 10 point         |                  |
| 10.              | Robert Stannard  | Alpecin-Deceuninck     | 9 point          |                  |

### Ungdomskonkurrencen
| Ungdomskonkurrence | Ungdomskonkurrence | Ungdomskonkurrence | Ungdomskonkurrence | Ungdomskonkurrence |
| Rytter             | Rytter             | Hold               | Tid                |                    |
| ------------------ | ------------------ | ------------------ | ------------------ | ------------------ |
| 1.                 | Matteo Jorgenson   | Movistar Team      | 17t 13' 01"        |                    |
| 2.                 | Max Poole          | Team DSM           | + 19"              |                    |
| 3.                 | Cian Uijtdebroeks  | Bora-Hansgrohe     | + 1' 02"           |                    |
| 4.                 | Thomas Gloag       | Jumbo-Visma        | + 1' 55"           |                    |
| 5.                 | Juan Ayuso         | UAE Team Emirates  | + 2' 49"           |                    |
| 6.                 | Filippo Zana       | Team Jayco AlUla   | + 2' 52"           |                    |
| 7.                 | Oscar Onley        | Team DSM           | + 3' 23"           |                    |
| 8.                 | Lenny Martinez     | Groupama-FDJ       | + 5' 07"           |                    |
| 9.                 | Finn Fisher-Black  | UAE Team Emirates  | + 6' 00"           |                    |
| 10.                | Asbjørn Hellemose  | Trek-Segafredo     | + 12' 01"          |                    |

### Holdkonkurrencen
| Holdkonkurrence | Holdkonkurrence        | Holdkonkurrence | Holdkonkurrence |
| Hold            | Hold                   | Tid             |                 |
| --------------- | ---------------------- | --------------- | --------------- |
| 1.              | UAE Team Emirates      | 51t 42' 21"     |                 |
| 2.              | Team DSM               | + 1' 01"        |                 |
| 3.              | Bahrain Victorious     | + 1' 22"        |                 |
| 4.              | Movistar Team          | + 3' 38"        |                 |
| 5.              | Ineos Grenadiers       | + 3' 55"        |                 |
| 6.              | Team Jayco AlUla       | + 7' 37"        |                 |
| 7.              | EF Education-EasyPost  | + 8' 00"        |                 |
| 8.              | Jumbo-Visma            | + 12' 47"       |                 |
| 9.              | AG2R Citroën Team      | + 13' 29"       |                 |
| 10.             | Tudor Pro Cycling Team | + 16' 52"       |                 |

## Hold og ryttere
| UCI WorldTeams (18)- AG2R Citroën Team - Alpecin-Deceuninck - Astana Qazaqstan Team - Bahrain Victorious - Bora-Hansgrohe - Cofidis - EF Education-EasyPost - Groupama-FDJ - Ineos Grenadiers - Intermarché-Circus-Wanty - Jumbo-Visma - Movistar Team - Soudal Quick-Step - Arkéa-Samsic - Team DSM - Team Jayco AlUla - Trek-Segafredo - UAE Team Emirates UCI ProTeams (3)- Israel-Premier Tech - Lotto Dstny - Tudor Pro Cycling Team Landshold- Schweiz |
| |

### Danske ryttere
| Danske ryttere på startlisten |                         |                       |           |
| Rygnummer                     | Rytter                  | Hold                  | Placering |
| 14                            | Mikkel Bjerg            | UAE Team Emirates     | 35        |
| 36                            | Casper Pedersen         | Soudal Quick-Step     | 87        |
| 55                            | Asbjørn Hellemose       | Trek-Segafredo        | 49        |
| 61                            | Magnus Cort             | EF Education-EasyPost | 69        |
| 96                            | Johan Price-Pejtersen   | Bahrain Victorious    | DNS–5     |
| 115                           | Christopher Juul-Jensen | Team Jayco AlUla      | DNS–5     |
| 203                           | Alexander Kamp          | Tudor Pro Cycling     | 72        |

* DNF = gennemførte ikke

### Startliste
| Bora-Hansgrohe BOH | Bora-Hansgrohe BOH              | Bora-Hansgrohe BOH |
| ------------------ | ------------------------------- | ------------------ |
| Nr.                | Rytter                          | Placering          |
| 1                  | Sergio Higuita (COL)            | DNS-3              |
| 2                  | Cesare Benedetti (POL)          | 101.               |
| 3                  | Nico Denz (GER)                 | 77.                |
| 4                  | Bob Jungels (LUX) (enkeltstart) | 42.                |
| 5                  | Luis-Joe Lührs (GER)            | 59.                |
| 6                  | Cian Uijtdebroeks (BEL)         | 6.                 |
| 7                  | Ben Zwiehoff (GER)              | 56.                |

| UAE Team Emirates UAD | UAE Team Emirates UAD   | UAE Team Emirates UAD |
| --------------------- | ----------------------- | --------------------- |
| Nr.                   | Rytter                  | Placering             |
| 11                    | Adam Yates (GBR)        | 1.                    |
| 12                    | Ivo Oliveira (POR)      | 108.                  |
| 13                    | Juan Ayuso (ESP)        | 16.                   |
| 14                    | Mikkel Bjerg (DEN)      | 35.                   |
| 15                    | Finn Fisher-Black (NZL) | 32.                   |
| 16                    | Rafał Majka (POL)       | 10.                   |
| 17                    | Domen Novak (SLO)       | 82.                   |

| Jumbo-Visma TJV | Jumbo-Visma TJV                 | Jumbo-Visma TJV |
| --------------- | ------------------------------- | --------------- |
| Nr.             | Rytter                          | Placering       |
| 21              | Steven Kruijswijk (NED)         | 31.             |
| 22              | Tobias Foss (NOR) (enkeltstart) | DNS-4           |
| 23              | Robert Gesink (NED)             | DNS-4           |
| 24              | Thomas Gloag (GBR)              | 11.             |
| 25              | Lennard Hofstede (NED)          | DNF-2           |
| 26              | Gijs Leemreize (NED)            | 64.             |
| 27              | Jos van Emden (NED)             | 92.             |

| Soudal Quick-Step SOQ | Soudal Quick-Step SOQ | Soudal Quick-Step SOQ |
| --------------------- | --------------------- | --------------------- |
| Nr.                   | Rytter                | Placering             |
| 31                    | Rémi Cavagna (FRA)    | 46.                   |
| 32                    | Josef Černý (CZE)     | 93.                   |
| 33                    | Dries Devenyns (BEL)  | 99.                   |
| 34                    | James Knox (GBR)      | DNS-2                 |
| 35                    | Fausto Masnada (ITA)  | DNS-5                 |
| 36                    | Casper Pedersen (DEN) | 87.                   |
| 37                    | Ethan Vernon (GBR)    | 94.                   |

| Alpecin-Deceuninck ADC | Alpecin-Deceuninck ADC      | Alpecin-Deceuninck ADC |
| ---------------------- | --------------------------- | ---------------------- |
| Nr.                    | Rytter                      | Placering              |
| 41                     | Quinten Hermans (BEL)       | 67.                    |
| 42                     | Tobias Bayer (AUT)          | DNF-4                  |
| 43                     | Jason Osborne (GER)         | 38.                    |
| 44                     | Kristian Sbaragli (ITA)     | 109.                   |
| 45                     | Robert Stannard (AUS)       | 90.                    |
| 46                     | Lionel Taminiaux (BEL)      | 119.                   |
| 47                     | Fabio Van den Bossche (BEL) | 111.                   |

| Trek-Segafredo TFS | Trek-Segafredo TFS      | Trek-Segafredo TFS |
| ------------------ | ----------------------- | ------------------ |
| Nr.                | Rytter                  | Placering          |
| 51                 | Tony Gallopin (FRA)     | 44.                |
| 52                 | Julien Bernard (FRA)    | 86.                |
| 53                 | Marc Brustenga (ESP)    | 115.               |
| 54                 | Kenny Elissonde (FRA)   | DNS-5              |
| 55                 | Asbjørn Hellemose (DEN) | 49.                |
| 56                 | Jacopo Mosca (ITA)      | 68.                |
| 57                 | Thibau Nys (BEL)        | 57.                |

| EF Education-EasyPost EFE | EF Education-EasyPost EFE            | EF Education-EasyPost EFE |
| ------------------------- | ------------------------------------ | ------------------------- |
| Nr.                       | Rytter                               | Placering                 |
| 61                        | Magnus Cort (DEN)                    | 69.                       |
| 62                        | Andrey Amador (CRC)                  | 78.                       |
| 63                        | Jonathan Caicedo (ECU) (enkeltstart) | 24.                       |
| 64                        | Simon Carr (GBR)                     | DNS-5                     |
| 65                        | Odd Christian Eiking (NOR)           | 37.                       |
| 66                        | Mark Padun (UKR)                     | DNF-4                     |
| 67                        | Sean Quinn (USA)                     | DNS-2                     |

| Groupama-FDJ GFC | Groupama-FDJ GFC         | Groupama-FDJ GFC |
| ---------------- | ------------------------ | ---------------- |
| Nr.              | Rytter                   | Placering        |
| 71               | Thibaut Pinot (FRA)      | 5.               |
| 72               | Lewis Askey (GBR)        | 104.             |
| 73               | Lorenzo Germani (ITA)    | 63.              |
| 74               | Matthieu Ladagnous (FRA) | 79.              |
| 75               | Lenny Martinez (FRA)     | 28.              |
| 76               | Enzo Paleni (FRA)        | 62.              |
| 77               | Reuben Thompson (NZL)    | 60.              |

| Movistar Team MOV | Movistar Team MOV       | Movistar Team MOV |
| ----------------- | ----------------------- | ----------------- |
| Nr.               | Rytter                  | Placering         |
| 81                | Matteo Jorgenson (USA)  | 2.                |
| 82                | Will Barta (USA)        | 13.               |
| 83                | Fernando Gaviria (COL)  | 105.              |
| 84                | Gregor Mühlberger (AUT) | 43.               |
| 85                | Nelson Oliveira (POR)   | 26.               |
| 86                | Iván Romeo (ESP)        | 102.              |
| 87                | Sergio Samitier (ESP)   | 52.               |

| Bahrain Victorious TBV | Bahrain Victorious TBV            | Bahrain Victorious TBV |
| ---------------------- | --------------------------------- | ---------------------- |
| Nr.                    | Rytter                            | Placering              |
| 91                     | Gino Mäder (SUI)                  | 15.                    |
| 92                     | Nikias Arndt (GER)                | 75.                    |
| 93                     | Damiano Caruso (ITA)              | 3.                     |
| 94                     | Rainer Kepplinger (AUT)           | 14.                    |
| 95                     | Filip Maciejuk (POL)              | 95.                    |
| 96                     | Johan Price-Pejtersen (DEN)       | DNS-5                  |
| 97                     | Dušan Rajović (SRB) (enkeltstart) | DNS-5                  |

| Ineos Grenadiers IGD | Ineos Grenadiers IGD             | Ineos Grenadiers IGD |
| -------------------- | -------------------------------- | -------------------- |
| Nr.                  | Rytter                           | Placering            |
| 101                  | Egan Bernal (COL)                | 8.                   |
| 102                  | Jonathan Castroviejo (ESP)       | 12.                  |
| 103                  | Ethan Hayter (GBR) (enkeltstart) | 20.                  |
| 104                  | Jhonatan Narváez (ECU)           | 40.                  |
| 105                  | Brandon Rivera (COL)             | DNF-5                |
| 106                  | Elia Viviani (ITA)               | DNF-5                |
| 107                  | Cameron Wurf (AUS)               | 112.                 |

| Team Jayco AlUla JAY | Team Jayco AlUla JAY                | Team Jayco AlUla JAY |
| -------------------- | ----------------------------------- | -------------------- |
| Nr.                  | Rytter                              | Placering            |
| 111                  | Simon Yates (GBR)                   | DNF-1                |
| 112                  | Lawson Craddock (USA) (enkeltstart) | 73.                  |
| 113                  | Eddie Dunbar (IRL)                  | 9.                   |
| 114                  | Chris Harper (AUS)                  | 36.                  |
| 115                  | Christopher Juul-Jensen (DEN)       | DNS-5                |
| 116                  | Matteo Sobrero (ITA)                | 48.                  |
| 117                  | Filippo Zana (ITA) (landevej)       | 17.                  |

| Team DSM DSM | Team DSM DSM          | Team DSM DSM |
| ------------ | --------------------- | ------------ |
| Nr.          | Rytter                | Placering    |
| 121          | Romain Bardet (FRA)   | 7.           |
| 122          | Marco Brenner (GER)   | 96.          |
| 123          | Alberto Dainese (ITA) | DNS-3        |
| 124          | Chris Hamilton (AUS)  | 61.          |
| 125          | Niklas Märkl (GER)    | DNS-3        |
| 126          | Oscar Onley (GBR)     | 23.          |
| 127          | Max Poole (GBR)       | 4.           |

| AG2R Citroën Team ACT | AG2R Citroën Team ACT   | AG2R Citroën Team ACT |
| --------------------- | ----------------------- | --------------------- |
| Nr.                   | Rytter                  | Placering             |
| 131                   | Clément Berthet (FRA)   | 27.                   |
| 132                   | Geoffrey Bouchard (FRA) | 22.                   |
| 133                   | Dorian Godon (FRA)      | 65.                   |
| 134                   | Paul Lapeira (FRA)      | 80.                   |
| 135                   | Nans Peters (FRA)       | 39.                   |
| 136                   | Michael Schär (SUI)     | 50.                   |
| 137                   | Clément Venturini (FRA) | 70.                   |

| Intermarché-Circus-Wanty ICW | Intermarché-Circus-Wanty ICW      | Intermarché-Circus-Wanty ICW |
| ---------------------------- | --------------------------------- | ---------------------------- |
| Nr.                          | Rytter                            | Placering                    |
| 141                          | Louis Meintjes (RSA)              | 19.                          |
| 142                          | Niccolò Bonifazio (ITA)           | 107.                         |
| 143                          | Lilian Calmejane (FRA)            | DNS-5                        |
| 144                          | Rui Costa (POR)                   | DNF-1                        |
| 145                          | Kobe Goossens (BEL)               | DNS-4                        |
| 146                          | Dion Smith (NZL)                  | 98.                          |
| 147                          | Rein Taaramäe (EST) (enkeltstart) | 25.                          |

| Cofidis COF | Cofidis COF               | Cofidis COF |
| ----------- | ------------------------- | ----------- |
| Nr.         | Rytter                    | Placering   |
| 151         | Jon Izagirre (ESP)        | DNS-3       |
| 152         | Thomas Champion (FRA)     | DNS-5       |
| 153         | Eddy Finé (FRA)           | 88.         |
| 154         | Simon Geschke (GER)       | 89.         |
| 155         | Jesús Herrada (ESP)       | 30.         |
| 156         | Anthony Perez (FRA)       | DNS-3       |
| 157         | Pierre-Luc Périchon (FRA) | DNF-4       |

| Arkéa-Samsic ARK | Arkéa-Samsic ARK                | Arkéa-Samsic ARK |
| ---------------- | ------------------------------- | ---------------- |
| Nr.              | Rytter                          | Placering        |
| 161              | Kévin Vauquelin (FRA)           | DNF-2            |
| 162              | Clément Champoussin (FRA)       | 47.              |
| 163              | Ewen Costiou (FRA)              | DNF-5            |
| 164              | Kévin Ledanois (FRA)            | 83.              |
| 165              | Luca Mozzato (ITA)              | 106.             |
| 166              | Andrij Ponomar (UKR) (landevej) | DNF-1            |
| 167              | Cristián Rodríguez (ESP)        | 41.              |

| Astana Qazaqstan Team AST | Astana Qazaqstan Team AST       | Astana Qazaqstan Team AST |
| ------------------------- | ------------------------------- | ------------------------- |
| Nr.                       | Rytter                          | Placering                 |
| 171                       | Aleksej Lutsenko (KAZ)          | DNS-1                     |
| 172                       | Leonardo Basso (ITA)            | 116.                      |
| 173                       | Gleb Brussenskij (KAZ)          | 110.                      |
| 174                       | Mark Cavendish (GBR) (landevej) | DNF-1                     |
| 175                       | Gianmarco Garofoli (ITA)        | 66.                       |
| 176                       | Antonio Nibali (ITA)            | 58.                       |
| 177                       | Harold Tejada (COL)             | 21.                       |

| Lotto Dstny LTD | Lotto Dstny LTD          | Lotto Dstny LTD |
| --------------- | ------------------------ | --------------- |
| Nr.             | Rytter                   | Placering       |
| 181             | Eduardo Sepúlveda (ARG)  | 29.             |
| 182             | Johannes Adamietz (GER)  | 53.             |
| 183             | Thomas De Gendt (BEL)    | 81.             |
| 184             | Milan Menten (BEL)       | 84.             |
| 185             | Sylvain Moniquet (BEL)   | 33.             |
| 186             | Mathijs Paasschens (NED) | 51.             |
| 187             | Harry Sweeny (AUS)       | 45.             |

| Israel-Premier Tech IPT | Israel-Premier Tech IPT | Israel-Premier Tech IPT |
| ----------------------- | ----------------------- | ----------------------- |
| Nr.                     | Rytter                  | Placering               |
| 191                     | Michael Woods (CAN)     | DNF-4                   |
| 192                     | Chris Froome (GBR)      | 97.                     |
| 193                     | Reto Hollenstein (SUI)  | 74.                     |
| 194                     | Mason Hollyman (GBR)    | DNF-4                   |
| 195                     | Giacomo Nizzolo (ITA)   | DNF-4                   |
| 196                     | Nick Schultz (AUS)      | 55.                     |
| 197                     | Rick Zabel (GER)        | DNF-1                   |

| Tudor Pro Cycling Team TUD | Tudor Pro Cycling Team TUD      | Tudor Pro Cycling Team TUD |
| -------------------------- | ------------------------------- | -------------------------- |
| Nr.                        | Rytter                          | Placering                  |
| 201                        | Sébastien Reichenbach (SUI)     | 34.                        |
| 202                        | Tom Bohli (SUI)                 | 114.                       |
| 203                        | Alexander Kamp (DEN) (landevej) | 72.                        |
| 204                        | Arthur Kluckers (LUX)           | 100.                       |
| 205                        | Joel Suter (SUI) (enkeltstart)  | 71.                        |
| 206                        | Yannis Voisard (SUI)            | 18.                        |
| 207                        | Luc Wirtgen (LUX)               | 76.                        |

| Schweiz SUI | Schweiz SUI    | Schweiz SUI |
| ----------- | -------------- | ----------- |
| Nr.         | Rytter         | Placering   |
| 211         | Jan Christen   | 54.         |
| 212         | Antoine Aebi   | 118.        |
| 213         | Jonathan Bogli | 103.        |
| 214         | Antoine Debons | 85.         |
| 215         | Dario Lillo    | 113.        |
| 216         | Jan Sommer     | 91.         |
| 217         | Jan Stöckli    | 117.        |

| Bora-Hansgrohe BOH | Bora-Hansgrohe BOH              | Bora-Hansgrohe BOH |
| ------------------ | ------------------------------- | ------------------ |
| Nr.                | Rytter                          | Placering          |
| 1                  | Sergio Higuita (COL)            | DNS-3              |
| 2                  | Cesare Benedetti (POL)          | 101.               |
| 3                  | Nico Denz (GER)                 | 77.                |
| 4                  | Bob Jungels (LUX) (enkeltstart) | 42.                |
| 5                  | Luis-Joe Lührs (GER)            | 59.                |
| 6                  | Cian Uijtdebroeks (BEL)         | 6.                 |
| 7                  | Ben Zwiehoff (GER)              | 56.                |

| UAE Team Emirates UAD | UAE Team Emirates UAD   | UAE Team Emirates UAD |
| --------------------- | ----------------------- | --------------------- |
| Nr.                   | Rytter                  | Placering             |
| 11                    | Adam Yates (GBR)        | 1.                    |
| 12                    | Ivo Oliveira (POR)      | 108.                  |
| 13                    | Juan Ayuso (ESP)        | 16.                   |
| 14                    | Mikkel Bjerg (DEN)      | 35.                   |
| 15                    | Finn Fisher-Black (NZL) | 32.                   |
| 16                    | Rafał Majka (POL)       | 10.                   |
| 17                    | Domen Novak (SLO)       | 82.                   |

| Jumbo-Visma TJV | Jumbo-Visma TJV                 | Jumbo-Visma TJV |
| --------------- | ------------------------------- | --------------- |
| Nr.             | Rytter                          | Placering       |
| 21              | Steven Kruijswijk (NED)         | 31.             |
| 22              | Tobias Foss (NOR) (enkeltstart) | DNS-4           |
| 23              | Robert Gesink (NED)             | DNS-4           |
| 24              | Thomas Gloag (GBR)              | 11.             |
| 25              | Lennard Hofstede (NED)          | DNF-2           |
| 26              | Gijs Leemreize (NED)            | 64.             |
| 27              | Jos van Emden (NED)             | 92.             |

| Soudal Quick-Step SOQ | Soudal Quick-Step SOQ | Soudal Quick-Step SOQ |
| --------------------- | --------------------- | --------------------- |
| Nr.                   | Rytter                | Placering             |
| 31                    | Rémi Cavagna (FRA)    | 46.                   |
| 32                    | Josef Černý (CZE)     | 93.                   |
| 33                    | Dries Devenyns (BEL)  | 99.                   |
| 34                    | James Knox (GBR)      | DNS-2                 |
| 35                    | Fausto Masnada (ITA)  | DNS-5                 |
| 36                    | Casper Pedersen (DEN) | 87.                   |
| 37                    | Ethan Vernon (GBR)    | 94.                   |

| Alpecin-Deceuninck ADC | Alpecin-Deceuninck ADC      | Alpecin-Deceuninck ADC |
| ---------------------- | --------------------------- | ---------------------- |
| Nr.                    | Rytter                      | Placering              |
| 41                     | Quinten Hermans (BEL)       | 67.                    |
| 42                     | Tobias Bayer (AUT)          | DNF-4                  |
| 43                     | Jason Osborne (GER)         | 38.                    |
| 44                     | Kristian Sbaragli (ITA)     | 109.                   |
| 45                     | Robert Stannard (AUS)       | 90.                    |
| 46                     | Lionel Taminiaux (BEL)      | 119.                   |
| 47                     | Fabio Van den Bossche (BEL) | 111.                   |

| Trek-Segafredo TFS | Trek-Segafredo TFS      | Trek-Segafredo TFS |
| ------------------ | ----------------------- | ------------------ |
| Nr.                | Rytter                  | Placering          |
| 51                 | Tony Gallopin (FRA)     | 44.                |
| 52                 | Julien Bernard (FRA)    | 86.                |
| 53                 | Marc Brustenga (ESP)    | 115.               |
| 54                 | Kenny Elissonde (FRA)   | DNS-5              |
| 55                 | Asbjørn Hellemose (DEN) | 49.                |
| 56                 | Jacopo Mosca (ITA)      | 68.                |
| 57                 | Thibau Nys (BEL)        | 57.                |

| EF Education-EasyPost EFE | EF Education-EasyPost EFE            | EF Education-EasyPost EFE |
| ------------------------- | ------------------------------------ | ------------------------- |
| Nr.                       | Rytter                               | Placering                 |
| 61                        | Magnus Cort (DEN)                    | 69.                       |
| 62                        | Andrey Amador (CRC)                  | 78.                       |
| 63                        | Jonathan Caicedo (ECU) (enkeltstart) | 24.                       |
| 64                        | Simon Carr (GBR)                     | DNS-5                     |
| 65                        | Odd Christian Eiking (NOR)           | 37.                       |
| 66                        | Mark Padun (UKR)                     | DNF-4                     |
| 67                        | Sean Quinn (USA)                     | DNS-2                     |

| Groupama-FDJ GFC | Groupama-FDJ GFC         | Groupama-FDJ GFC |
| ---------------- | ------------------------ | ---------------- |
| Nr.              | Rytter                   | Placering        |
| 71               | Thibaut Pinot (FRA)      | 5.               |
| 72               | Lewis Askey (GBR)        | 104.             |
| 73               | Lorenzo Germani (ITA)    | 63.              |
| 74               | Matthieu Ladagnous (FRA) | 79.              |
| 75               | Lenny Martinez (FRA)     | 28.              |
| 76               | Enzo Paleni (FRA)        | 62.              |
| 77               | Reuben Thompson (NZL)    | 60.              |

| Movistar Team MOV | Movistar Team MOV       | Movistar Team MOV |
| ----------------- | ----------------------- | ----------------- |
| Nr.               | Rytter                  | Placering         |
| 81                | Matteo Jorgenson (USA)  | 2.                |
| 82                | Will Barta (USA)        | 13.               |
| 83                | Fernando Gaviria (COL)  | 105.              |
| 84                | Gregor Mühlberger (AUT) | 43.               |
| 85                | Nelson Oliveira (POR)   | 26.               |
| 86                | Iván Romeo (ESP)        | 102.              |
| 87                | Sergio Samitier (ESP)   | 52.               |

| Bahrain Victorious TBV | Bahrain Victorious TBV            | Bahrain Victorious TBV |
| ---------------------- | --------------------------------- | ---------------------- |
| Nr.                    | Rytter                            | Placering              |
| 91                     | Gino Mäder (SUI)                  | 15.                    |
| 92                     | Nikias Arndt (GER)                | 75.                    |
| 93                     | Damiano Caruso (ITA)              | 3.                     |
| 94                     | Rainer Kepplinger (AUT)           | 14.                    |
| 95                     | Filip Maciejuk (POL)              | 95.                    |
| 96                     | Johan Price-Pejtersen (DEN)       | DNS-5                  |
| 97                     | Dušan Rajović (SRB) (enkeltstart) | DNS-5                  |

| Ineos Grenadiers IGD | Ineos Grenadiers IGD             | Ineos Grenadiers IGD |
| -------------------- | -------------------------------- | -------------------- |
| Nr.                  | Rytter                           | Placering            |
| 101                  | Egan Bernal (COL)                | 8.                   |
| 102                  | Jonathan Castroviejo (ESP)       | 12.                  |
| 103                  | Ethan Hayter (GBR) (enkeltstart) | 20.                  |
| 104                  | Jhonatan Narváez (ECU)           | 40.                  |
| 105                  | Brandon Rivera (COL)             | DNF-5                |
| 106                  | Elia Viviani (ITA)               | DNF-5                |
| 107                  | Cameron Wurf (AUS)               | 112.                 |

| Team Jayco AlUla JAY | Team Jayco AlUla JAY                | Team Jayco AlUla JAY |
| -------------------- | ----------------------------------- | -------------------- |
| Nr.                  | Rytter                              | Placering            |
| 111                  | Simon Yates (GBR)                   | DNF-1                |
| 112                  | Lawson Craddock (USA) (enkeltstart) | 73.                  |
| 113                  | Eddie Dunbar (IRL)                  | 9.                   |
| 114                  | Chris Harper (AUS)                  | 36.                  |
| 115                  | Christopher Juul-Jensen (DEN)       | DNS-5                |
| 116                  | Matteo Sobrero (ITA)                | 48.                  |
| 117                  | Filippo Zana (ITA) (landevej)       | 17.                  |

| Team DSM DSM | Team DSM DSM          | Team DSM DSM |
| ------------ | --------------------- | ------------ |
| Nr.          | Rytter                | Placering    |
| 121          | Romain Bardet (FRA)   | 7.           |
| 122          | Marco Brenner (GER)   | 96.          |
| 123          | Alberto Dainese (ITA) | DNS-3        |
| 124          | Chris Hamilton (AUS)  | 61.          |
| 125          | Niklas Märkl (GER)    | DNS-3        |
| 126          | Oscar Onley (GBR)     | 23.          |
| 127          | Max Poole (GBR)       | 4.           |

| AG2R Citroën Team ACT | AG2R Citroën Team ACT   | AG2R Citroën Team ACT |
| --------------------- | ----------------------- | --------------------- |
| Nr.                   | Rytter                  | Placering             |
| 131                   | Clément Berthet (FRA)   | 27.                   |
| 132                   | Geoffrey Bouchard (FRA) | 22.                   |
| 133                   | Dorian Godon (FRA)      | 65.                   |
| 134                   | Paul Lapeira (FRA)      | 80.                   |
| 135                   | Nans Peters (FRA)       | 39.                   |
| 136                   | Michael Schär (SUI)     | 50.                   |
| 137                   | Clément Venturini (FRA) | 70.                   |

| Intermarché-Circus-Wanty ICW | Intermarché-Circus-Wanty ICW      | Intermarché-Circus-Wanty ICW |
| ---------------------------- | --------------------------------- | ---------------------------- |
| Nr.                          | Rytter                            | Placering                    |
| 141                          | Louis Meintjes (RSA)              | 19.                          |
| 142                          | Niccolò Bonifazio (ITA)           | 107.                         |
| 143                          | Lilian Calmejane (FRA)            | DNS-5                        |
| 144                          | Rui Costa (POR)                   | DNF-1                        |
| 145                          | Kobe Goossens (BEL)               | DNS-4                        |
| 146                          | Dion Smith (NZL)                  | 98.                          |
| 147                          | Rein Taaramäe (EST) (enkeltstart) | 25.                          |

| Cofidis COF | Cofidis COF               | Cofidis COF |
| ----------- | ------------------------- | ----------- |
| Nr.         | Rytter                    | Placering   |
| 151         | Jon Izagirre (ESP)        | DNS-3       |
| 152         | Thomas Champion (FRA)     | DNS-5       |
| 153         | Eddy Finé (FRA)           | 88.         |
| 154         | Simon Geschke (GER)       | 89.         |
| 155         | Jesús Herrada (ESP)       | 30.         |
| 156         | Anthony Perez (FRA)       | DNS-3       |
| 157         | Pierre-Luc Périchon (FRA) | DNF-4       |

| Arkéa-Samsic ARK | Arkéa-Samsic ARK                | Arkéa-Samsic ARK |
| ---------------- | ------------------------------- | ---------------- |
| Nr.              | Rytter                          | Placering        |
| 161              | Kévin Vauquelin (FRA)           | DNF-2            |
| 162              | Clément Champoussin (FRA)       | 47.              |
| 163              | Ewen Costiou (FRA)              | DNF-5            |
| 164              | Kévin Ledanois (FRA)            | 83.              |
| 165              | Luca Mozzato (ITA)              | 106.             |
| 166              | Andrij Ponomar (UKR) (landevej) | DNF-1            |
| 167              | Cristián Rodríguez (ESP)        | 41.              |

| Astana Qazaqstan Team AST | Astana Qazaqstan Team AST       | Astana Qazaqstan Team AST |
| ------------------------- | ------------------------------- | ------------------------- |
| Nr.                       | Rytter                          | Placering                 |
| 171                       | Aleksej Lutsenko (KAZ)          | DNS-1                     |
| 172                       | Leonardo Basso (ITA)            | 116.                      |
| 173                       | Gleb Brussenskij (KAZ)          | 110.                      |
| 174                       | Mark Cavendish (GBR) (landevej) | DNF-1                     |
| 175                       | Gianmarco Garofoli (ITA)        | 66.                       |
| 176                       | Antonio Nibali (ITA)            | 58.                       |
| 177                       | Harold Tejada (COL)             | 21.                       |

| Lotto Dstny LTD | Lotto Dstny LTD          | Lotto Dstny LTD |
| --------------- | ------------------------ | --------------- |
| Nr.             | Rytter                   | Placering       |
| 181             | Eduardo Sepúlveda (ARG)  | 29.             |
| 182             | Johannes Adamietz (GER)  | 53.             |
| 183             | Thomas De Gendt (BEL)    | 81.             |
| 184             | Milan Menten (BEL)       | 84.             |
| 185             | Sylvain Moniquet (BEL)   | 33.             |
| 186             | Mathijs Paasschens (NED) | 51.             |
| 187             | Harry Sweeny (AUS)       | 45.             |

| Israel-Premier Tech IPT | Israel-Premier Tech IPT | Israel-Premier Tech IPT |
| ----------------------- | ----------------------- | ----------------------- |
| Nr.                     | Rytter                  | Placering               |
| 191                     | Michael Woods (CAN)     | DNF-4                   |
| 192                     | Chris Froome (GBR)      | 97.                     |
| 193                     | Reto Hollenstein (SUI)  | 74.                     |
| 194                     | Mason Hollyman (GBR)    | DNF-4                   |
| 195                     | Giacomo Nizzolo (ITA)   | DNF-4                   |
| 196                     | Nick Schultz (AUS)      | 55.                     |
| 197                     | Rick Zabel (GER)        | DNF-1                   |

| Tudor Pro Cycling Team TUD | Tudor Pro Cycling Team TUD      | Tudor Pro Cycling Team TUD |
| -------------------------- | ------------------------------- | -------------------------- |
| Nr.                        | Rytter                          | Placering                  |
| 201                        | Sébastien Reichenbach (SUI)     | 34.                        |
| 202                        | Tom Bohli (SUI)                 | 114.                       |
| 203                        | Alexander Kamp (DEN) (landevej) | 72.                        |
| 204                        | Arthur Kluckers (LUX)           | 100.                       |
| 205                        | Joel Suter (SUI) (enkeltstart)  | 71.                        |
| 206                        | Yannis Voisard (SUI)            | 18.                        |
| 207                        | Luc Wirtgen (LUX)               | 76.                        |

| Schweiz SUI | Schweiz SUI    | Schweiz SUI |
| ----------- | -------------- | ----------- |
| Nr.         | Rytter         | Placering   |
| 211         | Jan Christen   | 54.         |
| 212         | Antoine Aebi   | 118.        |
| 213         | Jonathan Bogli | 103.        |
| 214         | Antoine Debons | 85.         |
| 215         | Dario Lillo    | 113.        |
| 216         | Jan Sommer     | 91.         |
| 217         | Jan Stöckli    | 117.        |